# Нора Паділья
Нохра Паділья — колумбійський еколог. Вона виросла в Боготі. Нохра обійняла провідну посаду в Асоціації переробників Боготи та Національній асоціації переробників у Колумбії, яка налічує близько 12 000 членів. У 2013 році вона була нагороджена екологічною премією Голдмана за внесок у управління відходами та їх переробку в Колумбії.

## Життєпис
Паділья виросла у відносно бідній родині, і будучи школяркою, починаючи з 7 років, вона допомагала своїй родині збирати сміття на муніципальному сміттєзвалищі Боготи. Після закінчення середньої школи вона не могла дозволити собі подальшу освіту і заробляла на переробці відходів. Разом з іншими «неформальними» (неоплачуваними) переробниками у 1990 році вона стала співзасновницею асоціації з переробки відходів Asociación de Recicladores de Bogotá (ARB), маючи на меті покращити умови для збирачів сміття, зрештою зайнявши посаду виконавчого директора асоціації. Національна асоціація переробників у Колумбії була заснована в 1993 році. Станом на 2016 рік Асоціація переробників Боготи (ARB) представляла 3 000 неофіційних переробників у Боготі, тоді як Національна асоціація переробників у Колумбії (ANR) налічувала 12 000 членів. Спочатку єдиним доходом збирачів сміття був перепродаж непотрібних речей, але це змінилося в 2013 році, коли була запроваджена система державних платежів, яка також включала соціальне забезпечення, медичну допомогу та пенсії.
Паділья зрештою вступила до університету для вивчення державного управління. У 2013 році була нагороджена екологічною премією Голдмана.